# 4063 Euforbo
4063 Euforbo је Јупитеров тројански астероид са пречником од приближно 102,46 .
Афел астероида је на удаљености од 5,788 астрономских јединица (АЈ) од Сунца, а перихел на 4,552 АЈ.
Ексцентрицитет орбите износи 0,119, инклинација (нагиб) орбите у односу на раван еклиптике 18,946 степени, а орбитални период износи 4294,452 дана (11,757 годину).
Апсолутна магнитуда астероида је 8,60 а геометријски албедо 0,061.
Астероид је откривен 1. фебруара 1989. године.